# Nothing Is Easy: Live at the Isle of Wight 1970
| Críticas profissionais | Críticas profissionais |
| Avaliações da crítica  | Avaliações da crítica  |
| Fonte                  | Avaliação              |
| ---------------------- | ---------------------- |
| Allmusic               | 4 de 5 estrelas.       |

Nothing Is Easy: Live at the Isle of Wight 1970 é um álbum ao vivo da banda de rock britânica Jethro Tull. Gravado ao vivo no Festival da Ilha de Wight em 30 de agosto de 1970, foi lançado pela Eagle Records em 2 de novembro de 2004.

## Faixas
1. "My Sunday Feeling" – 5:20
2. "My God" – 7:31
3. "With You There to Help Me" – 9:58
4. "To Cry You a Song" – 5:40
5. "Bourée" – 4:34
6. "Dharma for One" – 10:10
7. "Nothing Is Easy" – 5:36
8. "We Used to Know / For a Thousand Mothers" – 10:36

## DVD
Assim como Living with the Past, este álbum foi disponibilizado tanto em CD quanto em DVD. O filme foi lançado em 22 de março de 2005, e é ligerairamente diferente da versão em áudio.
1. "Bourée" (da passagem de som)
2. "My Sunday Feeling" - 4:19
3. "A Song for Jeffrey" (do filme The Rolling Stones Rock and Roll Circus, de 1968)
4. "My God" - 9:29
5. "Dharma for One" - 14:50 (versão completa)
6. "Nothing Is Easy" - 5:59
7. "We Used to Know / For a Thousand Mothers" - 7:50 (com solo de guitarra entre as faixas)

"With You There to Help Me" e "To Cry You a Song" não foram incluídas, e o medley "We Used to Know / For a Thousand Mothers" foi encurtado. "Dharma for One", por sua vez, é apresentada na versão completa.

## Créditos
- Ian Anderson – flauta, violão, vocais
- Martin Barre – guitarra
- Clive Bunker  – bateria
- John Evan – teclado
- Glenn Cornick – baixo